# Auburn-Cord-Duesenberg Company
Auburn-Cord-Duesenberg Company ist ein US-amerikanisches Unternehmen und ehemaliger Hersteller von Automobilen.

## Unternehmensgeschichte
Der Geschäftsmann Dallas Winslow übernahm 1938 mit den Marken Auburn, Cord und Duesenberg einen Teil der in Insolvenz geratenen Cord Corporation. Seit 1922 hatte er sein Geschäftsmodell entwickelt, das darin bestand, Ersatzteilbestände aufgelöster Automobilmarken aufzukaufen und Kunden und Werkstätten mit oft schwer erhältlichen Bestandteilen zu versorgen. Die erste Marke, deren Bestände er übernahm, war Paterson. Bis 1947 führte er Teile für 25 ehemalige Marken im Sortiment. Der Hauptsitz war in Cleveland (Ohio), eine Niederlassung im General Motors Building in Detroit. Seine Kunden waren keine Sammler, sondern benutzten ihre Fahrzeuge im Alltag. So half sein Unternehmen nach eigener Aussage, im Zweiten Weltkrieg rund 200.000 Fahrzeuge in Betrieb zu halten und sie vor vorzeitiger Verschrottung zu bewahren.
Das neue Unternehmen hieß Auburn-Cord-Duesenberg Company und hatte seinen Sitz in Indianapolis in Indiana. Der frühere Auburn-Werkleiter H.S. Lidell hatte auch bei ACD eine führende Stellung. Der Betrieb funktionierte nach dem bewährten Muster und lieferte zunächst nur Ersatzteile, die bald auch in einer eigenen Abteilung nachgefertigt wurden. Dazu gehörten auch komplette Motoren und Getriebe. Im Geschäftssitz im ehemaligen Auburn-Verwaltungsgebäude wurden Fahrzeuge auch gewartet. Neben Duesenberg, Auburn und Cord waren dies vor allem die ebenfalls von ACD betreuten Marken Graham-Paige und Graham, Hupmobile und Franklin. Zwischen 1938 und 1940 wurde ein letzter Duesenberg Model J aus vorhandenen Bestandteilen montiert. Später wurden auch Restaurierungen angeboten.
Unmittelbar nach dem Krieg löste Winslow die Duesenberg-Aktivitäten aus dem Unternehmen heraus und verkaufte sie samt den Markenrechten an Marshall Merkes, der sich in der Folge gemeinsam mit August S. Duesenberg und Gordon Buehrig erfolglos um eine Wiederbelebung der Automarke bemühte. Eine Namensänderung erfolgte nicht.
Der Lehrer Glenn Pray, der später auch die Cord Automobile Company leitete, übernahm 1960 das Unternehmen und verlegte den Sitz nach Broken Arrow in Oklahoma. Als Gründungsdatum gilt der 6. Mai 1960. Zunächst kümmerte er sich weiterhin um Ersatzteile. 1967 begann er mit der Produktion von Automobilen. Der Markenname lautete Auburn. Die Fahrzeugproduktion endete je nach Quelle 1975 oder 1981. Insgesamt entstanden 138 Fahrzeuge. Als Ersatzteil- und Fahrzeughandel existiert das Unternehmen weiterhin. Inzwischen leitet es Doug Pray, der Sohn des Gründers.

## Fahrzeuge

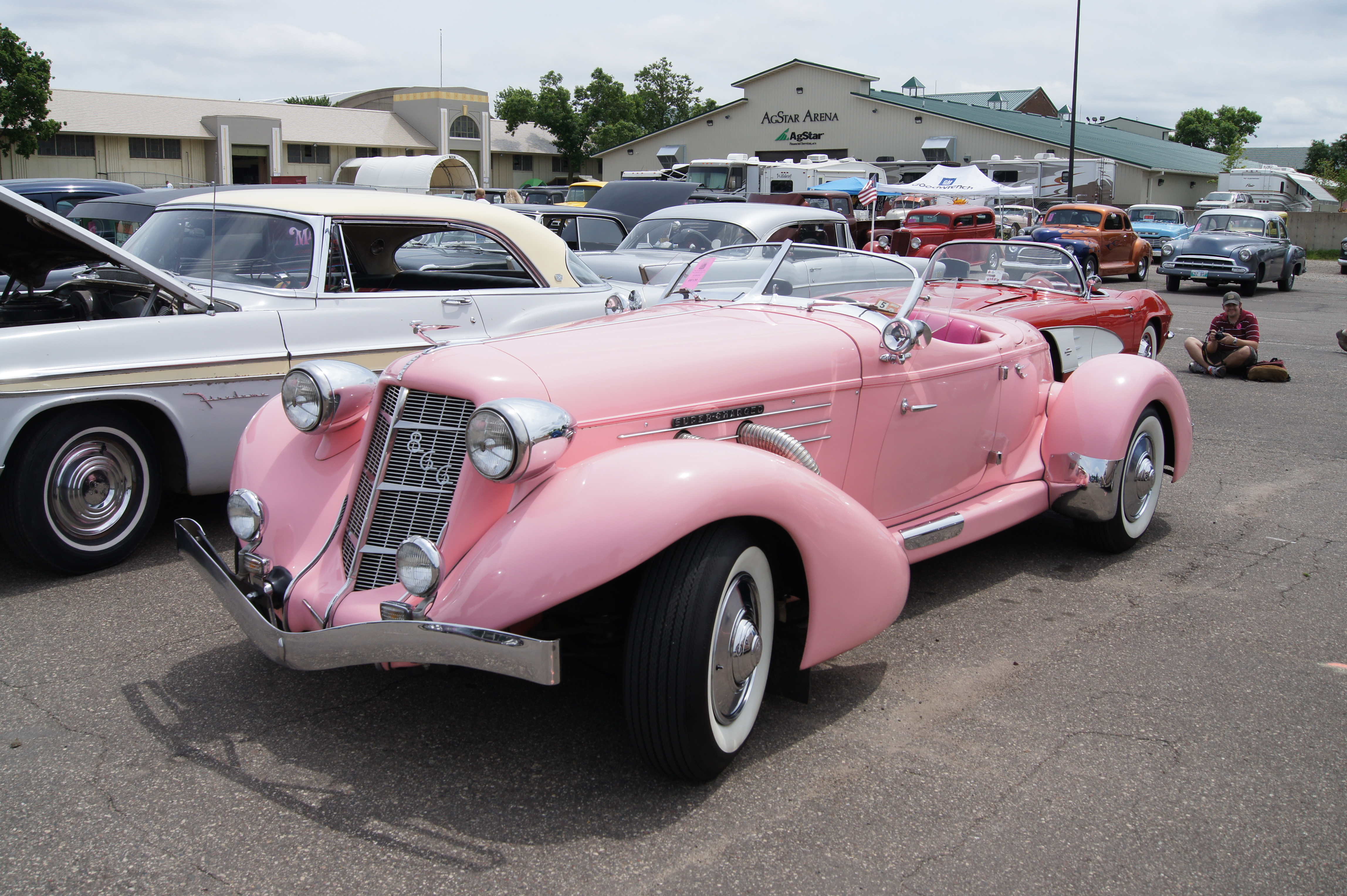
Auburn 866 Speedster

Im Angebot standen Nachbildungen klassischer Fahrzeuge von Auburn. Das erste Modell war der 866 Speedster, ein recht genauer Nachbau des Auburn 851 (V12, 1935) resp. 852 (Achtzylinder mit Kompressor, 1936), für den einige wenige Originalteile verwendet wurden. Ein Fahrgestell von Ford mit dem originalen Radstand von 323 cm bildete die Basis; zur besseren Gewichtsverteilung wurde der Motor etwas zurückversetzt. Darauf wurde eine zweisitzige Roadsterkarosserie aus Fiberglas montiert. Ein V8-Motor von Ford mit 7000 cm³ Hubraum und 375 PS Leistung trieb die Hinterachse an. Zur Wahl standen ein manuelles Vierganggetriebe und ein Automatikgetriebe.
1975 folgte mit dem 874 Phaeton ein viertüriger Phaeton. Hiervon entstanden 18 Fahrzeuge.
Die Fahrzeuge sind offiziell vom Auburn-Cord-Duesenberg Club als sogenannte 2nd Generation bzw. continuation model anerkannt und zu allen Veranstaltungen zugelassen.

## Weitere Auburn Speedster Nachbauten
- California Custom Coach
- Southeastern Replicars